# Robin Herd
Robert John Herd, plus connu sous le nom de Robin Herd, né 23 mars 1939 et mort le 4 juin 2019 est un ingénieur, designer et homme d'affaires anglais.

## Biographie
Robin Herd étudie au St Peter's College d'Oxford, après avoir refusé une offre de jouer au cricket pour le Worcestershire à 18 ans. Il intègre l'université d'Oxford avec une bourse, d'abord pour étudier les mathématiques, mais change de matière et obtient un diplôme avec un double first (deux notes comprises entre 16 et 20/20) en physique et en ingénierie,.
Il rejoint ensuite le Royal Aircraft Establishment en 1961, en tant qu'ingénieur de conception sur le projet d'avion supersonique Concorde, en se concentrant plus particulièrement sur la dynamique des fluides et la mécanique des fluides numérique. Il travaille sur le projet Concorde pendant quatre ans puis est promu directeur scientifique à 24 ans.
En 1965, Robin Herd est recruté par McLaren, après avoir été informé par son ancien ami d'école et pilote de course Alan Rees qu'un poste d'ingénieur était vacant. Il travaille sur le modèle d'essai M2A, prototype de la future M2B, doté d'une carrosserie en mallite, un matériau composite stratifié, pour la compagnie américaine de pneus Firestone. Cette structure en sandwich d'origine aéronautique, composée de deux tôles en alliage léger qui renferment un noyau en bois de balsa, permet une plus grande résistance à la torsion. Cependant, cette technique n'obtiendra aucun succès.
Chez McLaren, il conçoit les monoplaces de Formule 1 M4B, M5A et M7A, ainsi que la  M6A (en) de CanAm.
En 1969, il part chez Cosworth pour concevoir une monoplace de F1 à quatre roues motrices. Il travaille également pour Frank Williams où il modifie une Brabham BT26 pour qu'elle puisse être équipée d'un moteur V8 Ford Cosworth DFV afin de permettre à Piers Courage de débuter en Formule 1.
Il est aussi l'un des fondateurs de March Engineering avec Max Mosley, Alan Rees et Graham Coaker (en). L'équipe dispute 207 Grands Prix de Formule 1 entre 1970 et 1992, remportant trois victoires et quatre pole positions. March connaît également beaucoup de succès en Formule 2 et fait une incursion réussie en IndyCar Series dans les années 1980, remportant les 500 miles d'Indianapolis cinq années consécutivement de 1983 à 1987. Robin Herd confie alors le développement des Formule 2 à Onyx de Mike Earle pour se concentrer pleinement sur les courses en Amérique. Il est nommé CBE en 1986, en tant que directeur général de March.
En 1987, Robin Herd fait revenir March en Formule 1 puis revend l'équipe à la holding japonaise Leyton House. Il ouvre ensuite son propre studio de design à Bicester, Robin Herd Ltd., et développe une nouvelle monoplace de Formule 1 en 1991, la Fondmetal F1 engagée en championnat du monde par Fondmetal. Il conçoit ensuite les châssis Larrousse de 1992 à 1994. À la suite de la faillite de l'équipe française en 1995, Herd renomme son bureau GenTech et développe les châssis de l'équipe Forsythe Racing en IndyCar avant de fermer définitivement ses portes en fin de saison.
Peu de temps après, Robin Herd se retire du sport automobile et rachète l'Oxford United Football Club dont il devient le président, avec pour but de rénover le stade. Il se retire du club au bout de deux ans et demi sans avoir obtenu beaucoup de succès.
Robin Herd a également fondé une entreprise de recherche sur les énergies renouvelables, projet abandonné en 1998. L'année suivante, il monte March Indy International, une nouvelle équipe d'Indy Racing League.
Enfin, Herd participe en 1992 à la conception de la Yamaha OX99-11.